# زلزال آتشيه 2012
زلزال آتشيه 2012 زلزال وقع في المحيط الهندي قبالة الساحل الغربي لشمال سومطرة يوم 11 أبريل 2012 وتحديدا قبالة ساحل آتشيه على مسافة 434 كم من الساحل.

## إحالات
1. ↑   https://earthquake.usgs.gov/earthquakes/recenteqsww/Quakes/usc000905e.php. {{استشهاد ويب}}: |url= بحاجة لعنوان (مساعدة) والوسيط |title= غير موجود أو فارغ (من ويكي بيانات) (مساعدة)
2. ↑  تقرير الماسح الجيلوجي الأمريكي [وصلة مكسورة] نسخة محفوظة 13 أبريل 2013 على موقع واي باك مشين.